# Francis Maurice Bowman
Francis Maurice Bowman (Barnard (Missouri), Missouri, 1848 - [...?]) fou un compositor estatunidenc.
Estudià a Nova York, Berlín, París i Londres. El 1877 publicà el seu Bowman-Westzmann manual of musicat theory, tractat d'harmonia, que molt aviat fou traduït al alemany. Contribuí a la fundació del Col·legi Americà de Músics, que després dirigí i presidí.
Destacà com a organista, pianista, director de cors i excel·lent teòric, havent desenvolupat diverses càtedres en diverses escoles de música més important de la Unió; va compondre un gran nombre de cants, peces de concert, algunes d'elles per a orquestra; a més de les obres: Harmony; Historic Points and Modern Methode, Formation of Piano Touch, i Relation of Musicians to the Public.